# Parapsyra nigrocornis
Parapsyra nigrocornis är en insektsart som beskrevs av Liu, C. och Kang 2006. Parapsyra nigrocornis ingår i släktet Parapsyra och familjen vårtbitare. Inga underarter finns listade i Catalogue of Life.